# Reg (Helmand)
Pour les articles homonymes, voir REG.
Reg ou Khanashin est un district situé dans le sud-est de la province d'Helmand, sur la rive occidentale de l'Helmand, en Afghanistan. Le district est principalement un désert avec les villages situés le long de la rivière.

## Histoire
Lors de la guerre d'Afghanistan de 2001 à 2014, le district de Reg était principalement sous le contrôle des talibans jusqu'à ce qu'il soit pris par la Force internationale d'assistance et de sécurité (FIAS) en juillet 2009 au cours de l'opération Khanjar.